# Bolin
Bolin (biał. Болін; ros. Болин) – nieistniejąca obecnie wieś i majątek na Białorusi, w rejonie kranopolskim obwodu mohylewskiego, około 17 km na południowy zachód od Krasnopola.

## Historia
Po I rozbiorze Polski w 1772 roku dobra te, wcześniej należące do  Rzeczypospolitej, znalazły się na terenie Imperium Rosyjskiego. Wchodziły w skład rozległego klucza Hory należącego do rodziny Makowieckich herbu Pomian, w znacznej części okrajanego w wyniku konfiskat po powstaniach. Nieskonfiskowany Bolin stał się w 1858 roku częścią wiana, jakie Leontyna Makowiecka (1830–1902), córka Stanisława, wniosła do majątku Jakuba Rakusa-Suszczewskiego (1815–1865). Spadkobiercą Bolina był ich syn Stanisław (1856–1932), sędzia pokoju, ostatni właściciel Bolina.
Od 1917 roku Bolin znalazł się w ZSRR. Wieś istniała jeszcze na radzieckiej mapie z 1933 roku, na której zaznaczono istnienie tu kołchozu. Obecnie w tym miejscu nie ma żadnych zabudowań.

## Dawny dwór
Przed ślubem ostatniego właściciela Bolina, Stanisława, istniał tu jedynie skromny dworek. Stanisław wybudował w 1880 roku, obok starego dworku, znacznie obszerniejszy, nowy dom. Był to parterowy dwór początkowo zaprojektowany na planie prostokąta, jednak w latach 1903–1905 jego wschodnia część została znacznie rozbudowana, przez co budynek stracił symetrię. Od (południowej) strony podjazdu znajdował się ganek, z balkonem i trójkątnym szczytem, które były podtrzymywane przez dwie pary kolumn. Od strony ogrodu symetrycznie do ganku mieściła się weranda.
We wnętrzu znajdowało się około 20 pokoi w układzie dwutraktowym. Pośrodku była wielka sień i duży salon od strony ogrodu. W nowej części znajdowała się również duża jadalnia. Pokoje były opalane piecami kaflowymi. W salonie stały dwa fortepiany.  
Po zachodniej stronie wielkiego dziedzińca podjazdowego stała oficyna pochodząca z początku XIX wieku. Wokół dworu był ogród spacerowy.
Dwór został najprawdopodobniej zniszczony po rewolucji październikowej.
Majątek w Bolinie jest opisany w 1. tomie Dziejów rezydencji na dawnych kresach Rzeczypospolitej Romana Aftanazego.